# Jagodics László
Jagodics László (Kisszállás, 1936. július 19. – 1997. szeptember 13.) magyar bajnok labdarúgó, csatár.

## Pályafutása
1954 végig a Kecskeméti Kinizsi játékosa volt. 1955-ben a Szolnoki Légierő csapatában mutatkozott be az élvonalban. 1956 és 1959 között a Salgótarján együttesében szerepelt. 1959 és 1961 között az Újpesti Dózsa csapatában játszott, mint csatár. Tagja volt az 1959–60-as idényben bajnokságot nyert csapatnak. 1966-ban a Dunaújváros színeiben újra szerepelt az élvonalban. Összesen 61 bajnoki mérkőzésen lépett pályára és kilenc gólt szerzett. 1968 elején a Ganz-MÁVAG játékosa lett. 1969 decemberében visszavonult.

## Sikerei, díjai
- Magyar bajnokság
  - bajnok: 1959–60
  - 2.: 1960–61
- Magyar labdarúgókupa
  - döntős 1958